# سوخت هایپرگل

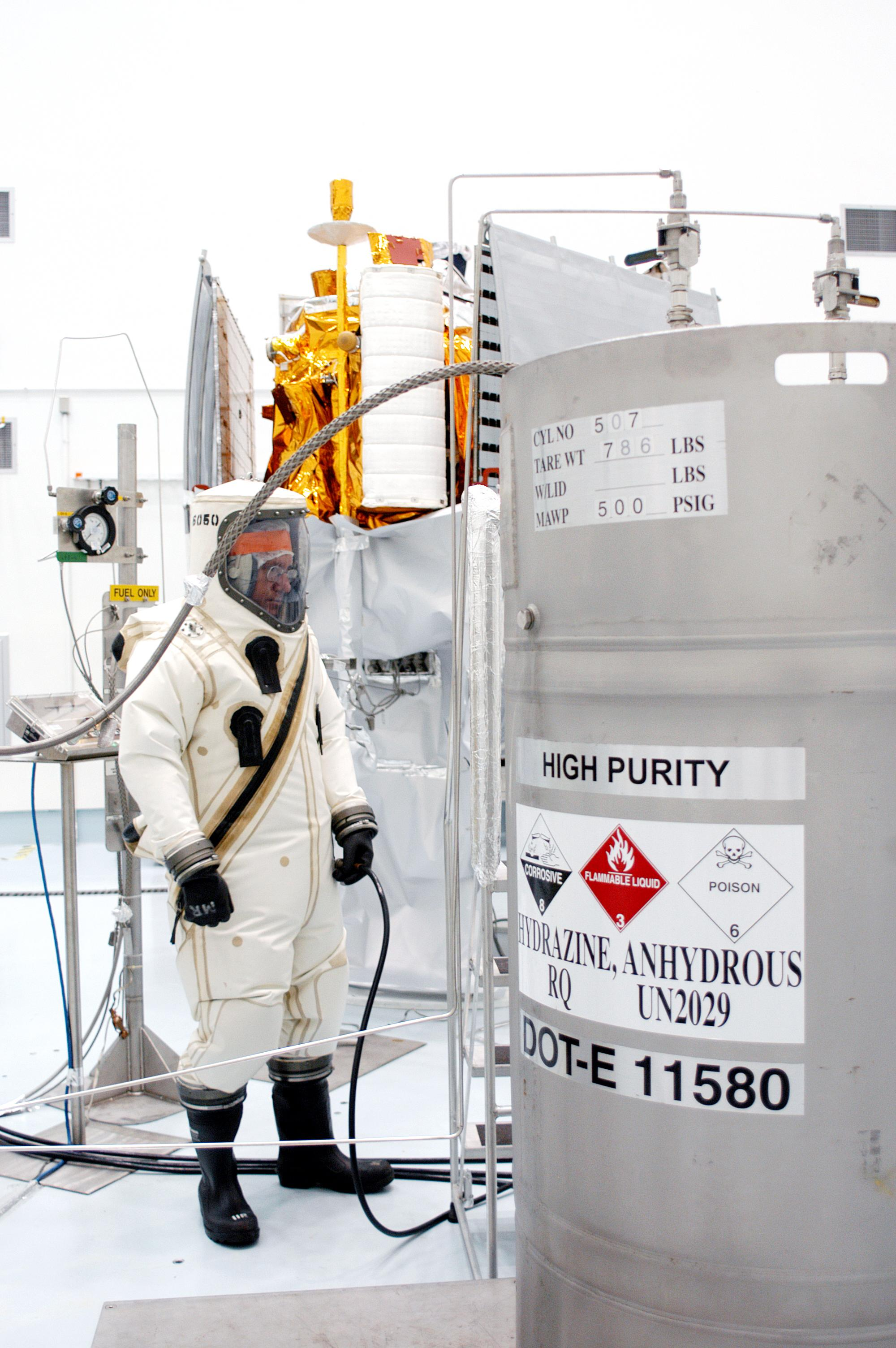
مخزنی نگهداری سوخت هایپرگل که برای فضاپیمای تحقیقاتی مسنجر استفاده شد.

یک ترکیب پیشرانه هایپرگالیک که در موتور راکت استفاده شده‌است پیشرانه ای است که به محض تماس با یکدیگر خود به خود مشتعل می‌شوند. دو جزء یک پیشرانه معمولاً از یک سوخت و یک اکسید کننده تشکیل شده‌است. اگرچه معمولاً استفاده می‌شوند، به دلیل سمی بودن زیاد و/یا خورندگی شدید آن‌ها کار کردن با پیشرانه‌های هایپرگالیک سخت است.
هایپرگالیک (به انگلیسی: hypergolic) یا سوخت هایپرگالیک (به انگلیسی: Hypergolic propellant) از لغت  یونانی هایپر (به معنی بسیار) و لغت هندو-اروپایی ارگ (erg) تشکیل شده است. برای موادی به کار می‌رود، که بدون نیاز به هیچگونه انرژی اضافی (برای مثال جرقه) و فقط بر اثر قرارگرفتن در کنار یکدیگر با هم واکنش نشان داده و باعث ایجاد انفجار می‌شوند. این مواد در موشک‌ها و همچنین بمب‌های انفجاری مورد استفاده قرار می‌گیرند. با وجود اینکه مواد هایپرگل به شدت سمی و انفجاری هستند، ولی در موتور موشک می‌توان آن‌ها را به راحتی به کار برد.